# Seznam štatholderjev na Nizozemskem
Pregled stadtholderjev na Nizozemskem .

## Kratka zgodovina
Stadtholder je namestnik monarha v eni od njegovih provinc; v južni Nizozemski ga imenujejo tudi guverner. Na Nizozemskem so bili stadtholderji najprej v službi burgundskih, nato habsburških knezov, vendar so imeli Karel Gelderski in saški vojvode v Friziji tudi stadtholderje v regijah, ki so jih zasedli, dokler Habsburžani leta 1543 niso osvojili celotne Nizozemske (glej Gelderlandske vojne). Pri imenovanju stadtholderjev so bili člani izbrani iz visokega nizozemskega plemstva, pomembne družine pa so dale več stadtholderjev.
Zaradi osemdesetletne vojne sta bili dve strani, ki sta zahtevali več regij na Nizozemskem, ki sta zato prejeli dva različna guvernerja, enega za španskega kralja/avstrijskega nadvojvodo in enega v službi Generalnih stanov Nizozemske. Konec koncev so vsi stadtholderji v Združenih provincah izhajali iz rodbine Orange-Nassau in severno nizozemsko stadtholderstvo je leta 1747 postalo dedno.
Dedni stadholder Viljem VI., potem ko se je leta 1813 vrnil iz izgnanstva zaradi francoske okupacije, je bil leta 1815 inavguriran kot prvi kralj Združenega kraljestva Nizozemske (1815-1830/1839), ki je vključevalo tudi tisto, kar je kasneje postalo Belgija in ohranil personalno unijo z Velikim vojvodstvom Luksemburg. Od takrat je nizozemski kralj (kraljica) imenoval provincialnega guvernerja vsake province, ki se od leta 1850 imenuje kraljevi komisar (razen v Limburgu). Belgija (neodvisna od 1830/1839) ima še guvernerje provinc; Luksemburg je leta 1890 ob osamosvojitvi ukinil stadtholderstvo/guvernerstvo.

## Artesia
V službi Habsburžanov:
- 1500–1504: Engelbreht II. Nassauski, grof Nassau-Breda [1]
- 1506–1513: Jakob Luksemburški, gospod Fienneški [1]
- 15?? -1524: Ferry Croÿski, gospod Roeulxa
- 1524-1553: Adrijan Croÿski-Roeulkški [2]
- 1553–1558: Pontus Lalainški, gospod Bugnicourtski
- 1559–1568: Lamoral Egmontski, knez Gaverejski [3]
- 1568-1571: nihče (?)
- 1571-1578? : Ferdinand Lannojski, vojvoda Bojanojski
- 1578-1579: Žil  Berlaymontski, gospod Hiergeški
- 1579-1597? : Florent Berlaymontski, grof Lalainga in Berlaymontski
- 1597–1610: Karel III. Croÿski, knez Chimaski
- 1610–1624: Lamoral I. Ligne-jski, knez Ligne-jski

## Brabant
Brabant ni imel stadtholderja, saj je guverner upravljal to regijo neposredno iz Bruslja. Viljem Oranski je nekoč predlagal imenovanje nekakšnega stadtholderja (imenoval ga je superintendent), da bi stanove Brabantske prepričal v poslušnost, saj bi stanovi brez stadtholderja lahko delovali preveč neodvisno. Vendar je Granvelle njegov predlog zavrnil. Ko je Viljem Oranski leta 1577 vstopil v Bruselj, je dobil srednjeveški naslov ruwaard, ki je pomenil stadtholderstvo, vendar je imel predvsem simbolično vrednost.

## Tournai
V službi Habsburžanov
- 1555–1556: Peter Barbançonski, gospod Werchinski [5]
- 1559-1570? : Floris Montmorencijski, baron Montignijski
- 1581–1588? : Filip Récourtski, baron Licqueški (Liques), vikont Lensa, guverner Cambraija od 1574 do 1576 [6]

V službi generalnih stanov
- 15?? -1594? : Peter Melunski, vnuk Petra Barbançonskega. Med obleganjem Tournaija (1581) je branila mesto njegova žena Kristina Lalainška.

## Drenthe
Pred letom 1536 je bil drost zastopnik gospoda. Z Jurijem Schenckom Toutenburškim je Drenthe leta 1536 od Habsburžanov dobil prvega stadtholderja; od takrat je Drenthe običajno imel istega stadtholderja kot Groningen. Še bolj kot Groningen je bil Drenthe arena za dinastije Nassau-Dillenburške in Nassau-Dietzske na eni strani ter Nassau-Oranske/Oranje-Nassauske na drugi strani.Plemstvo Drentheja je leta 1593 z več težavami kot v Groningenu priznalo Viljema Ludvika Nassauskega-Dillenburškega za stadtholderja, leta 1596 pa so ga kot stadtholderja priznali tudi generalni stanovi, čeprav je skupina plemičev bolj podpirala Mavricija Nassauaskega, ki je s smrtjo Viljema Ludvika leta 1620 kljub temu postal stadtholder v Drentheju. Med letoma 1625 in 1640 je Kazimir Nassauski-Dietzski vladal Drentheju in Groningenu, od leta 1640 do 1650 pa spet Oranski Nassauski, nakar so izvolili frizijskega stadtholderja Viljema Friderika Nassausko-Dietzskega v prvem obdobju brez stadholderjev, kot se je začelo v drugih regijah. Leta 1696 je bil Viljem III. Oranski ponovno priznan v Drentheju namesto Janeza Viljema Frisa Nassausko-Dietzskega. Ko je Viljem III. leta 1702 umrl brez otrok, je tudi Drenthe, tako kot velik del republike, končal v dobi brez stadholderjev. To se je končalo leta 1722, ko je Drenthe priznal stadtholderja Frizije in Groningena (Viljem IV. Oranskega-Nassauaskega, sina Johana Viljema Frisa, ki je podedoval naziv knez Oranje-Nassauaskega) za stadtholderja. Leta 1747 je Viljem IV. postal stadtholder vseh regij Združene Nizozemske, leta 1751 ga je nasledil Viljem V., ki je vladal do leta 1795.
V službi Habsburžanov:
- 1536–1540: Jurij Šenk Toutenburški, svobodni gospod Toutenburški
- 1540–1548: Maksimilijan Egmontski, grof Burenski
- 1549–1568: Janez Ligne-jski, grof Arenberški
- 1568–1572: Karel Brimski, Megenski grof
- 1572-1574: Žil Berlaymontski, gospod Hiergesa
- 1574–1576: Gašpar Robleški, gospod Billyja (leta 1576 so ga ujeli uporniki)
- 1576-1580: nihče; regija v rokah države
- 1580-1581: Jurij Lalainški, grof Rennenberški (od tako imenovane Rennenberške izdaje  v službi Filipa II.)
- 1581-1594: Francisco Verdugo (v službi Filipa II., vse bolj je izgubljal oblast od leta 1589, dokler ni bila leta 1594 omejena na mesto Groningen)
- 1595-1618: Friderik VI. Berški[7] (v službi Filipa II., brez dejanskega nadzora zaradi zmanjšanja Groningena)

V službi Generalnih stanov:
- 1576-1580: Jurij Lalainški, grof Rennenberški (od tako imenovane izdaje Rennenberške v službi Filipa II.)
- 1580–1584: Viljem Oranski, knez Oranski (de facto) [8]
- 1584-1596: nihče; regija v španskih rokah [9]
- 1593/6-1620: Viljem Ludvik Nassauski-Dillenburški, grof Nassauski-Dillenburški[10] [11]
- 1620–1625: Mavricij Nassauski, od 20. februarja 1618 knez Oranski
- 1625–1632: Ernest Kazimir Nassauski-Dietzski, grof Nassauski-Dietzski
- 1632–1640: Henrik Kazimir I. Nassauski-Dietzski, grof Nassauski-Dietzski
- 1640–1647: Friderik Henrik Oranski, knez Oranski
- 1647–1650: Viljem II. Oranski, knez Oranski
- 1650–1664: Viljem Friderik Nassauski-Dietzski, knez Nassauski-Dietzski
- 1664–1696: Henrik Kazimir II. Nassauski-Dietzski, knez Nassauski-Dietzski; regent 1664-1673: Albertina Neža Nassauska
- 1696–1702: Viljem III. Oranski, kralj Anglije, Škotske in Irske
- 1702-1722: obdobje brez stadholderjev (traja krajše kot v Holandiji, Zeelandu, Utrechtu in Overijsslu, vendar dlje kot v Friziji in Groningenu)
- 1722-1751: Viljem IV. Oranski-Nassauski, dedni stadtholder Združene Nizozemske; regent 1722-1731: Marija Luiza Hessenska-Kasselska
- 1751-1795: Viljem V. Oranski-Nassauski, dedni stadtholder Združene Nizozemske; regentke: 1751-1759: Ana Hannovrska; 1759-1766: Ludvik Ernest, vojvoda Brunswick-Wolfenbüttelski

## Frizija
Od leta 1498, ko je Frizija prišla pod Saksonce in se je frizijska svoboda končala, so bili imenovani prvi frizijski mestni stadholderji. Vojvoda Jurij Bradati je prodal Frizijo Karlu Habsburškemu, ko se je zdelo, da se saški spor z Groningenci, Frizijci, Gelderni in Vzhodnimi Frizijci spreminja v njegov popoln poraz. V obdobju 1515-1524 so tako Habsburžani kot Gelders poskušali osvojiti Westerlauwers Frizijo in imenovali nasprotne guvernerje, dokler gospostvo Frizije sčasoma ni postalo del Habsburške Nizozemske. Od leta 1528 je frizijski stadtholder vladal tudi Overijsslu, od leta 1536 pa Groningenu in Drentheju.
V prvih letih osemdesetletne vojne je imela Frizija nekaj časa spet dva stadtholderja: enega v imenu kralja Filipa II. (zaporedoma grofa Rennenberškega, ki je prebegnil k Špancem, in Španca Francisca Verduga) in enega v imenu Republika (zaporedoma Viljem Oranski in Viljem Ludvik Nassauski-Dillenburški).
V času republike je v nasprotju z drugo Nizozemsko, ki je imela stadtholderje iz linije Oranskih-Nassauskih, je imela Frizija dolgo svojega stadtholderja iz veje Dillenburških in kasneje Dietzskih rodbine Nassauskih (do leta 1711 je to veljalo tudi za Groningen in Drenthe), ki so pozneje postali znani kot " Frizijski Nassauski". Posledično Frizija kot edina regija ni doživela nobene dobe brez stadtholderja in končno je bila frizijska veja tista, ki je nadaljevala oranžno vejo, ki je izumrla leta 1702: od Viljema IV. dalje so vse regije v republiki postopoma prejele istega stadtholderja, katerega urad je bil leta 1747 končno deden.
V službi Sasov:
- 1498-1500: Vilebrord Schaumburški
- 1500-1504: Hugo Leisenaški (ali Leisniški)
- 1504-1506: Viljem Trušes Waldburški
- 1506–1509: Henrik Stolberški, grof Stolberški in gospod Wernigerodski
- 1509–1515: Evervijn Bentheimski, grof Bentheimski

V službi Gelderskih:
- 1515–1518: Hendrik Groiffski, dedni fogt Erkelenza
- 1518–1519: Martin Rossumski, gospod Poederoijenski
- 1519–1522: Kristofel Meurški, grof Meurški[12]
- 1522-1523: Jasper Marwijckški[12]

V službi Habsburžanov:
- 1515–1518: Floris Egmontski, grof Burenski
- 1518-1521: Viljem Roggendorfski, svobodni gospod Roggendorfa
- 1521–1540: Jurij Šenk Toutenburški, svobodni gospod Toutenburški
- 1540–1548: Maksimilijan Egmontski, grof Burenski
- 1549–1568: Janez Ligneški, grof Arenberški
- 1568–1572: Karel Brimski, Megenski grof
- 1572–1573: Žil Berlaymontski, gospod Hiergeški
- 1573–1576: Kaspar Robleški, gospod Billyja (1572–1573 namestnik[13] )
- 1576-1580: nihče; regija v rokah Deželnih stanov
- 1580–1581: Jurij Lalainški, grof Rennenberški[14]
- 1581-1594: Francisco Verdugo
- 1595-1618: Frederik Vi. Berški[7] (v službi Filipa II., brez dejanskega nadzora)

V službi Deželnih stanov Frizije:
- 1572: Joost Schouwenburški, grof Schaumburški-Gemenski (v imenu Viljema Oranskega)
- 1576–1580: Jurij Lalainški, grof Rennenberški[14]
- 1580–1584: Viljem Oranski, knez Oranski (de facto)
- 1584–1620: Viljem Ludvik Nassauski-Dillenburški, grof Nassauski-Dillenburški
- 1620–1632: Ernest Kazimir Nassauski-Dietzski, grof Nassauski-Dietzski
- 1632–1640: Henrik Kazimir I. Nassauski-Dietzski, grof Nassauski-Dietzski
- 1640–1664: Viljem Friderik Nassauski-Dietzski, knez Nassauski-Dietzski
- 1664–1696: Henrik Kazimir II. Nassausko-Dietzski, knez Nassauski-Dietzski; regent 1664-1673: Albertine Neže Nassauske
- 1696–1711: Janez Viljem Friso Nassauski-Dietzski, knez Oranski-Nassauski; regentka 1696-1707: Henrijeta Amalija Anhaltska
- 1711-1751: Viljem IV. Oranski-Nassauski, dedni stadtholder Združene Nizozemske; regentka 1711-1731: Marija Luiza Hessenska-Kasselska
- 1751-1795: Viljem V. Oranski-Nassauski, dedni stadtholder Združene Nizozemske; regentke: 1751-1759: Ana Hannovrska; 1759-1766: Marija Luiza Hessenska-Kasselska/Ludvol Ernest, vojvoda Brunswick-Wolfenbüttelski

## Geldern in Zutphen
Vojvodino Gelders in grofijo Zutphen, ki sta bili od 12. stoletja povezani v personalni uniji, je leta 1473 osvojil burgundski vojvoda Karel Drzni, ki so ga zastopali stadtholderji. Leta 1492 je Karel Gelderski, dedič gelderlandskega vojvode, uspel ponovno prevzeti nadzor nad vojvodino, v letih 1492-1504 pa je vladal samemu Geldersu. Kasneje sta on in njegov naslednik Viljem V. Kleveški imenovala tudi stadtholderje. Gelders je leta 1543 priključil habsburški cesar Karel V., ki je imenoval tudi stadtholderje.Leta 1581 sta se Gelders (z izjemo Zgornjega Geldersa) in Zutphen skupaj s številnimi drugimi regijami in mesti odcepila izpod vladavine španskega kralja Filipa II. prek Plakkaat Verlatinghe. Leta 1591 je bila grofija Zutphen v celoti vključena v vojvodino Gelders.
V službi Burgundijcev:
- 1473-1474: Viljem IV. Egmontski, gospod Egmontski
- 1474–1477: Filip Croÿ-Chimayski, grof Chimayski
  - 1474–1475: Viljem IV. Egmontski, gospod Egmontski (v.d.)
  - 1475-1476: Viljem Egmontski ml. (v.d.)
- 1480-1481: Viljem Egmontski ml.

V službi Habsburžanov:
- 1481–1492: Adolf III. Nassauski-Wiesbadenski, grof Nassauski-Wiesbadenski (do 1489 le Zutphena)[15]
- 1492-1504: Gelderlandska neodvisnost
- 1504–1505: Janez V. Nassauski-Dillenburški, grof Nassauski-Dillenburški
- 1505–1507: Filip Burgundski, škof v Utrechtu
- 1507–1511: Floris Egmontski, grof Burenski in Leerdamski
- 1511-1543: Gelderlandska neodvisnost
- 1543-1544: René Chalonski, knez Oranski
- 1544-1555: Filip Lalainški, grof Hoogstratenski
- 1555–1560: Filip iz Montmorencyja, grof Hornski
- 1560–1572: Karel Brimski, Megenski grof
- 1572-1578: Žil  Berlaymontski, gospod Hiergeški (od oktobra 1576 do julija 1577, pristaš Deželnih stanov)
- 1578-1583: nihče; regija v rokah Deželnih stanov, glej tudi Guvernerji Zgornjega Geldersa
- 1583-1585? : Viljem IV. Berški, grof Berški
- 1585–1587: Klavdij Berlaymontski, gospod Haultepenna
- 1587-1626?: Florent Berlaymontski, grof Lalainški in Berlaymontski

V službi Generalnih stanov:
- 1576-1577: Žil Berlaymontski, gospod Hiergeški
- 1578–1581: Janez VI. Nassauski-Dillenburški, grof Nassauski-Dillenburški
- 1581–1583: Viljem IV. Berški, grof Berški
- 1584–1589: Adolf Nieuwenaarski, grof Meurški
- 1590-1625: Mavricij Nassauski, knez oranski od 20. februarja (1591: Zutphen popolnoma vključen v Gelders)
- 1625–1647: Friderik Henrik Oranski, knez Oranski
- 1647–1650: Viljem II. Oranski, knez Oranski
- 1650-1675: Prva doba brez stadhoulderjev (to je trajalo dlje kot v Holandiji, Zelandiji in Utrechtu)
- 1675–1702: Viljem III. Oranski, kralj Anglije, Irske in Škotske
- 1702-1722: Druga doba brez stadhoulderjev  (krajša kot v Holandiji, Zelandiji, Utrechtu in Overijsslu, daljša kot v Groningenu)
- 1722-1751: Viljem IV. Oranski-Nassauski, dedni stadtholder Združene Nizozemske; regent 1722-1731: Marija Luize Hessenske-Kasselske
- 1751-1795: Viljem V. Oranski-Nassauski, dedni stadtholder Združene Nizozemske; regentke: 1751-1759: Ana Hannovrska; 1759-1766: Ludvik Ernest, vojvoda Brunswick-Wolfenbüttelski

### Guvernerji Zgornjega Geldersa
- 1502-1522: Reinier Gelderski (v Gelderlandski službi) [16]

V službi Habsburžanov:
- 1579-1589: Janez iz Argenteauja
- 1589–1592: Marcus de Rye de la Palud, markiz Varambonski
- 1592-1593: Karel Lignejski, knez Arenberški
- 1593-1611: Herman Berški, grof Berški
- 1611-1618: Friderik VI. Berški, gospod Boxmeerja
- 1618–1632: Henrik Berški, mejni grof Bergen op Zoom (leta 1632 prebegnil k Generalnim stanovom)
- 1632-1637: Okupacija Generalnih stanov
- 1637-1640: nič (?)
- 1640-1646: Viljem Bettejski, baron Ledeški
- 1646–1652: Janez Kunrad Aubremontski, markiz Ribaucourta
- 1652-1680: Filip Baltazar Gendtski
- 1680–1699: Johan Frans Desideratus Nassauski-Siegenski, knez Nassauski-Siegenski
- 1699-1702: Filip Emanuel Horneški, knez Horneški

V službi Generalnih stanov:
- 1632–1637: Henrik Berški, mejni grof Bergen op Zoom (prebegnil k Generalnim stanovom leta 1632)

## Mesto Groningen in Ommelanden
Med letoma 1514 in 1536 je Groningen (vključno z Ommelandenom) spadal pod gelderlandskega vojvodo Karla, ki je nad njim imenoval svoje stadtholderje. Od leta 1536 sta bili regiji Groningen in Dežela Drenthe dodani habsburški Nizozemski. Stadtholder Frizije in Overijssela je dobil oblast nad temi območji. Med osemdesetletno vojno je Groningen postal del republike sedmih Združenih Nizozemskih, ki je prav tako sodelovala s stadtholderji. V prehodnem obdobju sta bila guvernerja dva: v imenu španskega kralja Filipa II. in v imenu Generalnih stanov. Moč prvega je še naprej pešala v korist drugega.
V službi Gelderskih:
- 1514-1519: Viljem Ooyski
- 1519-1522: Kristofel Meurški, grof Meurški
- 1522-1529: Jasper Marwijckški
- 1529-1536: Karel Gelderski (nezakonski sin vojvode Karla Gelderskega)
- 1536: Ludolf Coenders

V službi Habsburžanov:
- 1536–1540: Jurij Šenk Toutenburški, svobodni gospod Toutenburški
- 1540–1548: Maksimilijan Egmontski, grof Burenski
- 1549–1568: Janez Lignejski, grof Arenberški
- 1568–1572: Karel Brimski, Megenski grof
- 1572–1574: Žil Berlaymontski, gospod Hiergeški
- 1574–1576: Kaspar Robleški, gospod Billyja (leta 1576 so ga ujeli uporniki)
- 1576-1580: nihče; regija v rokah Generalnih stanov
- 1580-1581: Jurij Lalainški, grof Rennenberški (od tako imenovane Rennenberške izdaje  v službi Filipa II.)
- 1581-1594: Francisco Verdugo (v službi Filipa II., od 1584 je bila njegova oblast priznana le v mestu Groningen)
- 1595-1618: Friderik VI. Berški[7] (v službi Filipa II., brez dejanskega nadzora zaradi zmanjšanja Groningena)

V službi Generalnih stanov:
- 1572: Joost Schouwenburški, grof Schaumburški-Gemenski (v imenu Viljema Oranskega; nikoli ni mogel vzpostaviti oblasti)
- 1576-1580: Jurij Lalainški, grof Rennenberški (od tako imenovane Rennenberške izdaje  v službi Filipa II.)
- 1580–1584: Viljem Oranski, knez Oranski (de facto) [8]
- 1584–1620: Viljem Ludevik  Nassauski-Dillenburški, grof Nassauski-Dillenburški [17] (v mestu Groningen od 1594 (redukcija))
- 1620-1625: Mavricij Oranski, knez Oranski
- 1625–1632: Ernest Kazimir Nassauski-Dietzski, grof Nassauski-Dietzski
- 1632–1640: Henrik Kazimir I. Nassauski-Dietzski, grof Nassauski-Dietzski
- 1640–1647: Friderik Henrik Oranski, knez Oranski
- 1647–1650: Viljem II. Oranski, knez Oranski
- 1650–1664: Viljem Friderik Nassauski-Dietzski, knez Nassauski-Dietzski
- 1664–1696: Henrik Kazimir II. Nassauski-Dietzski, knez Nassauski-Dietzski; regent 1664-1673: Albertine Neže Nassauaske
- 1696–1711: Johan Viljem Friso Nassausko-Dietski, knez Oranski-Nassauski; regentka 1696-1707: Henrijeta Amalija Anhaltska
- 1711-1718: obdobje brez Stadholderjev (od leta 1718 je Groningen priznal regentko Marijo Luizo Hessensko-Kasselsko, saj Viljem IV. še ni bil star 18 let)
- 1718-1751: Viljem IV. Oranski-Nassauski, dedni stadtholder Združene Nizozemske (od 1718 do 1729 je bila regentka Marija Luiza Hessel-Kasselska)
- 1751-1795: Viljem V. Oranski-Nassauski, dedni stadtholder Združene Nizozemske; regentke: 1751-1759: Ana Hannovrska; 1759-1766: Ludvik Ernest, vojvoda Brunswick-Wolfenbüttelski

## Jülich
Samo en stadtholder je bil kdaj imenovan za Vojvodino Jülich, ko je bila ta država okupirana leta 1543 ob koncu Gelderskih vojn. Vendar je kmalu postalo jasno, da Jülich ne bo postal del habsburške Nizozemske, ampak bo ostal v lasti rodbine Mark. Stadtholderstvo je bilo istega leta ukinjeno.
- 1543: Filip Lalainški, grof Hoogstratenski

## Hainaut
Guverner Hainauta je običajno postal tudi guverner Valencijna. Poleg tega sta urada velikega izvršitelja (sodstvo) in stotnika (vojska) Hainauta uživala velik ugled; teh ne smemo zamenjevati s stadtholderstvom (upravo), čeprav je lahko ena oseba imela več teh položajev hkrati, kot se je zgodilo od leta 1560 naprej.
- 1477–1482: Adolf Kleveški-Ravensteinski, gospod Ravensteinski
- 1482–1511: Filip I. Croÿ (grof Porcéan), gospod Aarschotski
- 1511-1521: Karel I. Croyski, knez Chimayski
- 1521–1549: Filip II. Croyski, 1. vojvoda Aarschotski
- 1549–1558: Karel II. Lalainški, 2. grof Lalainški
- 1558–1560: Karel Brimski, megenski grof
- 1560–1566: Janez IV. Glymeški Berški, markiz Bergna op Zoom
- 1566–1574: Filip Noircarmski, gospod Saint-Aldegondski in Noircarmeškim
- 1574–1582: Filip Lalainški, 3. grof Lalainški ( 1576–1579 naklonjen Deželnim stanovom)
- 1582–1590: Emanuel Filibert Lalainga, gospod Montignyjski
- 1592–1606/1613: Karel III. Croy, 1. vojsvoda Croyski
- 1606/1613-16?? : Karel  Bonaventura Longuevalski, grof Bucquoyski
- 1663-1674? : Filip Franc Arenberški, vojvoda Arenberški in Aarschotski

## Holandija in Zelandija
Po vojnah trnka in trske sta grofiji Holandija in Zeelandija leta 1428 padli v roke Filipa Dobrega Burgundskega.
21. marca 1426 je Filip imenoval Franka II. Borselenskega, skupaj z njegovim pranečakom Henrikom II. Borselenskim, za generala in velikega stotnika Zelandije. 25. decembra 1430 je skupaj s svojima bratrancema Florisom in Filipom postal zastavni upnik Holandije, Zelandije, Frizije in Zevenbergna.
Leta 1433 je Filipa uradno zastopal stadtholder. Kasneje sta Holandija in Zelandija prešli v roke Habsburžanov z dediščino Burgundcev.
Po izbruhu osemdesetletne vojne sta Holandija in Zelandija postali del Republike sedmih Združenih Nizozemskih dežel, Generalni stanovi pa so sami imenovale stadtholderje.
V službi Burgundcev:
- 1428–1432: Frank Borselenski, gospod Sint Maartensdijka in Zuylena
- 1433–1440: Hugo Lanojski, gospod Santesa (blizu Rijsla)
- 1440–1445: Viljem Lalainški, gospod Bugnicourta
- 1445–1448: Godevajn Wildeški, gospod Lalainški, Bugnicourtski, Fresinški in Hordainski
- 1448-1462: Janez Lanojski, gospod Santeški
- 1462-1477: Ludvik Gruuthusejski, knez Steenhuizejski
- 1477-1480: Wolfert VI. Borselenski, gospod Fireški
- 1480–1483: Joost Lalainški, gospod Montigny-in-Ostrevantski in Hanteški

V službi Habsburžanov:
- 1483-1515: Janez III. Egmontski, grof Egmontski
- 1515–1521: Henrik III. Nassauski-Bredski, grof Nassauski-Bredski
- 1522-1540: Anton I. Lalainški, grof Hoogstratenski
- 1540–1544: René Šalonski, knez Oranski
- 1544–1546: Ludvik Flandrijski, gospod Praetski
- 1547–1558: Maksimilijan II. Burgundski, markiz Fireški
- 1559–1567: Viljem Oranski, knez Oranski
- 1567–1573: Maksimilijan Héninski, grof Bousujski
- 1573–1574: Filip Noircarmeški, gospod Noircarmeški
- 1574–1577: Žil Berlaymontski, baron Hiergeški

V službi Stanov Holandije in Zelandije:
- 1572–1584: Viljem Oranski, knez Oranski
- 1585–1625: Mavrisij Nassauski, od 20. februarja 1618 knez Oranski
- 1625–1647: Friderik Henrik Oranski, knez Oranski (uradno je bil imenovan za guvernerja)
- 1647–1650: Viljem II. Oranski, knez Oranski
- 1650-1672: Prva doba brez Stadtholderjev
- 1672–1702: Viljem III. Oranski, kralj Anglije, Škotske in Irske
- 1702-1747: Druga doba brez Stadtholderjev
- 1747-1751: Viljem IV. Oranski-Nassauski, dedni stadtholder Združene Nizozemske
- 1751-1795: Viljem V. Oranski-Nassauski, dedni stadtholder Združene Nizozemske; regentke: 1751-1759: Ana Hannovrska; 1759-1766: Ludvik Ernest, vojvoda Brunswick-Wolfenbüttelski

## Limburgin Dežele Overmaas
V službi Burgundcev:
- 1473-1477: Guy Brimeujski, generalni stadtholder

V službi Habsburžanov:
- 1542–1572: Johan I. Vzhodnofrizijski, grof Valkenburški
- 1574–1578: Arnold II. Huyn Amstenradeški, gospod Geleenski in Eijsdenski
- 1578-1579: Kristóbal Mondragónski
- 1579-1597: Klavdij Wittemski Beerselski
- 1597-1612: Gaston Spinola
- 1612-1620: Maksimilijan Sint-Aldegondeški
- 1620-1624: Karel Emanuel Gorrevodski
- 1624-1626: Herman Burgundski
- 1626-1632: Hugo Nojeleški
- 1632-1635: Okupacija Stanov; glej več Stanovi-Overmaasa
- 1635-1640: Viljem Bettejski, baron Ledeški
- 1640-1647: Janez Wiltzski
- 1649-1665: Lancelot Schetz Grobbendonški
- 1665–1684: Johan Franc Desideratus Nassausko-Siegenski, knez Nassauski-Siegenski
- 1685–1702: Hendrik Ludvik Ernest Lignejski, knez Lignejski
- 1702-1703: Franc Žiga Thurn in Taxis
- 1703-1705: Ludvik Sinzendorfski
- 1705-1707: Janez Peter Goësški
- 1707-1709: Ferdinand Bertrand Quiroški
- 1709-1710: Janez Vaclav Galaški
- 1710-1713: Franc Adolf Sinzerlinški
- 1713: Ludvik Sinzendorfski
- 1713-1714: Jurij Tunderfeldski
- 1714-1723: Franc Žiga Thurn in Taxis
- 1725-1728: Oton Vehlenski
- 1728-1754: Volfgang Viljem Bournonvilski

### Stanovi-Overmaasa
Nekatera območja, ki jih je vojska Stanov osvojila v Deželi Overmaasa leta 1632, so bila na koncu dodeljena republiki po Partage pogodbi (1661) in so se od takrat imenovala Stanovi-Overmaasa; Tako kot druge generalne stanove so Stanovi-Flandrije in Stanovi-Brabanta neposredno vodili generalni stanovi in zato niso imeli stadtholderja.

## Luksemburg
V službi Habsburžanov:
- 1451–1475: Anton I. Croÿ, grof Porciena in Gvineje
- 1483-1??? : Engelbreht II. Nassauski, grof Nassauski-Bredski
- 1??? -1515: Krištof I. Badenski, mejni grof Badenski
- 1475-1531: ?
- 1531–1533: Filip I. Croÿ, grof Porcéanski
- 1533–1541: Anton Glimeški, markiz Bergen op Zoom [18]
- 1541–1545: Peter Barbançonski, gospod Werchinski[5]
- 1545–1552: Peter Ernest I. Mansfeldski, grof Mansfeldski-Vorderortski
- 1552: Lamoral Egmontski, knez Gavere (začasni guverner) [3]
- 1552-1555: Martin Rossumski, gospod Poederoijenski
- 1556–1558: Karel Brimski, Megenski grof
- 1559-1597/1604? [19] : Peter Ernest Mansfeldski, grof Mansfeldski-Vorderortski (ponovno)
- 1604-1626? : Florent Berlaymontski, grof Lalainški in Berlaymontski
- 1642-1648: Johan Beck, svobodni gospod Ringsheimski
- 1654-1675: Filip Croÿ-Ligneški
- 1675-16?? : Johan Karel Landaški
- 16?? -16?? : Ernest Croÿ-Ligneški
- 1684-1688: Henrik Lambertski
- 1727-1734: Franc-Pavel Walliški

V službi Oransko-Nassauskih:1815-1890: Veliko vojvodstvo Luksemburg v personalni uniji z Nizozemsko
- 1817-1830: Jean-Georges Willmar
- 1830-1839: belgijska okupacija; razni vladni komisarji
- 1839: nemško govoreči (luksemburški) vzhodni Luksemburg je bil vrnjen Oranskim-Nassauskim (Nizozemska); brez stadtholderja do leta 1842.
- 1842–1848: Gaspard-Théodore-Ignac Fontainski (1848: 1. predsednik luksemburške vlade ( predsednik vladnega sveta))
- 1850–1879: Henrik Oranski-Nassauski, nizozemski princ
- 1890: Luksemburg neodvisen, guvernerstvo odpravljeno

## Mechelen
- 1566-1567: Anton II Lalainški, grof Hoogstratenski
- 15?? -1594? : Peter Melunski (za Stanove)

## Namen
V službi Habsburžanov:
- 1429-1473: Janez II. Croÿski, gospod Chimayski
- 1485-1??? : Janez III. Glimeški, gospod Bergen op Zoom (pade v nemilost in mora odstopiti)[1]
- 1503–1507: Viljem II. Croÿ, gospod Chièvreški[18]
- 1509–1532: Janez III. Glimeški, gospod Bergena op Zooma (ponovno)[1]
- 1532–1541: Anton Glimeški, markiz Bergen op Zoom[18]
- 1541–1545: Peter Barbançonski, gospod Werchinski[5]
- 1553/4-1578: Karel Berlaymontski, baron Hiergeški[20]
- 1578-1579: Gilles iz Berlaymonta, gospodar Hiergesa
- 1579-1599?: Florent Berlaymontski, grof Lalainški in Berlaymontski
- 1599-16??: Karel II. Egmontski
- 16?? -16?? : Albert Franc Croÿ-Roeulkški, grof Megenski[21]

## Overijssel
Od leta 1528 je bil Overijssel (prej imenovan Oversticht skupaj z Drenthejem) del habsburške Nizozemske, potem ko je cesar Karel V. pridobil območja od utrechtskega škofa. V letih 1528-1584 je imel Overijssel istega stadtholderja kot Frizija. Med osemdesetletno vojno je Overijssel postal del tega, kar je kasneje postalo Republika sedmih Združenih Nizozemskih dežel, ki je prav tako sodelovala s stadtholderji. Od leta 1546 do 1677 je Overijssel vzdrževal fevdalno vez z grofijo Lingen, ki je bila torej odvisna od Overijssel.
V službi Habsburžanov:
- 1528–1540: Jurij Šenk Toutenburški, svobodni gospod Toutenburški
- 1540–1548: Maksimilijan Egmontski, grof Burenski
- 1549–1568: Janez Lignejski, grof Arenberški
- 1568–1572: Karel Brimski, Megenski grof
- 1572-1573: Žil Berlaymontski, gospod Hiergeški
- 1573–1576: Kaspar Robleški, gospod Billyja
- 1576–1581: Jurij Lalainški, grof Rennenberški (od 1580 v službi Filipa II. [14] )
- 1581-1594: Francisco Verdugo (v službi Filipa II.)
- 1595-1618: Friderik VI. Berški, gospod Boxmeerški[7] (v službi Filipa II.; brez nadzora nad Sallandom, 1597-1605 sploh ni nadzora, 1605-1618 samo nad Lingenom in Oldenzaalom)

V službi Stanov Overijssel:
- 1576–1580: Jurij Lalainški, grof Rennenberški (zapustil upor 3. marca 1580)
- 1580–1584: Viljem Oranski, knez Oranski
- 1584–1589: Adolf Nieuwenaarski, grof Meurški
- 1590-1625: Mavricij Nassauski, knez Oranski
- 1625–1647: Friderik Henrik Oranski, knez Oranski
- 1647–1650: Viljem II. Oranski, knez Oranski
- 1650-1675: Prva doba brez stadtholderjev (to je trajalo dlje kot v Holandiji, Zelandiji in Utrechtu)
- 1675–1702: Viljem III. Oranski, kralj Anglije, Škotske in Irske
- 1702-1747: Druga doba brez Stadtholderjev
- 1747-1751: Viljem IV. Oranski-Nassauski, dedni stadtholder Združene Nizozemske;
- 1751-1795: Viljem V. Oranski-Nassauski, dedni stadtholder Združene Nizozemske; regentke: 1751-1759: Ana Hannovrska; 1759-1766: Ludvik Ernest, vojvoda Brunswick-Wolfenbüttelski

## Lille-Flandrija
- 1418-1424: Hugo Lanojski
- 1424-1459: Baldvin I. Lanojski
- 1459-1463: Janez III. Lanojski
- 1463-14?? : Filip Pot
- ca. 1464-1467: Antun Oignieški, gospod Bruayski
- 1468-1479: Janez Rosimboški, gospod Fromelleški
- 1479-1484: Janez Hameški, gospod Sangateški in Bondueški
- 1504–1513: Jakob II. Luksemburški, gospod Fienneški
- 1513-15??: Jakob III. Luksemburški, gospod Fienneški
- 1532-15?? : Adrijan V. Croÿski
- 1554-15?? : Janez Montmorencijski, gospod Courrière
- 1566-15?? : Maksimilijan Vilainski

## Utrecht
Od leta 1528 so bili stadtholderji Holandije tudi stadtholderji Utrechta. Pred tem časom Utrecht ni imel stadtholderja, ampak je bil neodvisna knezo škofija, imenovana Sticht, dokler Habsburžan Karel V. tudi ni vključil Utrechta in imenoval stadtholderja.
Po izbruhu osemdesetletne vojne je Utrecht postal del Republike sedmih Združenih Nizozemskih dežel, ki je tudi imenovala stadtholderje.
V službi Habsburžanov:
- 1528-1540: Anton I. Lalainški, grof Hoogstratenski 1528-1540
- 1540–1544: René Šalonski, knez Oranski
- 1544–1546: Ludvik Flandrijski, gospod Praetski
- 1547–1558: Maksimilijan II. Burgundski, markiz Fireški
- 1559–1567: Viljem Oranski, knez Oranski
- 1567–1573: Maksimilijan Héninski, grof Boussujski
- 1573–1574: Filip Noircarmeški, gospod Noircarmeški
- 1574–1577: Žil Berlaymontski, gospod Hiergeški

V službi Stanov Utrechta:
- 1577–1584: Viljem Oranski, knez Oranski
- 1584: Joost Soeteški, gospod Villerški
- 1584–1589: Adolf Nieuwenaarski, grof Meurški
- 1589-1625: Mavricij Nassauski, knez Oranski
- 1625–1647: Friderik Henrik Oranski, knez Oranski
- 1647–1650: Viljem II. Oranski, knez Oranski
- 1650-1672: Prva doba brez Stadtholderjev
- 1672–1702: Viljem III. Oranski, kralj Anglije, Škotske in Irske
- 1702-1747: Druga doba brez Stadtholderjev
- 1747-1751: Viljem IV. Oranski-Nassauski, dedni stadtholder Združene Nizozemske
- 1751-1795: Viljem V. Oranski-Nassauski, dedni stadtholder Združene Nizozemske; regentke: 1751-1759: Ana Hannovrska; 1759-1766: Ludevik Ernest, vojvoda Brunswick-Wolfenbüttelski

## Flandrija
V službi Habsburžanov:
- 1490–1506: Engelbreht II Nassauski, grof Nassauski-Bredski
- 1506–1513: Jakob II. Luksemburški, gospod Fienneški[1]
- 1513–1517: ?
- 1517–1532: Jakob III. Luksemburški, gospod Fienneški[1]
- 1532–1540: Obdobje brez Stadtholderjev (urad začasno ukinjen zaradi politike moči)
- 1540–1553: Adrijan Croÿ-Roeulkški, grof Roeulkški
- 1553–1558: Pontus Lalainški, gospod Bugnicourtski
- 1559–1568: Lamoral Egmontski, knez Gavere [3]
- 1568–1572: brez (?) [22]
- 1572–1577: Janez Croÿski, grof Roeulkški
- 1577–1584: nihče (?); regija v rokah Stanov (republika Gent)

V službi Generalnih stanov:
- 1577: Filip III. Croÿski, vojvoda Aarschotski
- 1577–1583: nihče  (?); Republika Gent
- 1583–1584: Karel III. Croÿski, vojvoda Croÿski in Aarschotski